# 淡綠項鰭魚
淡綠項鰭魚，為輻鰭魚綱鱸形目隆頭魚亞目隆頭魚科的其中一種，分布於西太平洋區，從日本南部、台灣至馬來半島海域，體長可達19公分，棲息在沙底質開放海域，受驚嚇時會躲於沙中，生活習性不明。

## 擴展閱讀
維基物種上的相關：淡綠項鰭魚